# American Kennel Club
American Kennel Club, počeštěně též Americký kennel klub nebo Americký klub chovatelů, zkratka AKC, je kynologická organizace, která se zabývá vedením plemenné knihy, organizací čistokrevného chovu psů a pořádáním kynologických akcí ve Spojených státech amerických.
Nejvýznamnější akcí je "The Westminster Kennel Club Dog Show", světová výstava psů v New Yorku.

## Plemena
Organizace k 1. 6. 2011 uznává 173 plemen psů, rozdělených do sedmi skupin:

1) lovečtí psi - španělé a ohaři - např. zlatý retrívr, labradorský retrívr, maďarský ohař, anglický setr, kokršpaněl aj.

2) chrti a honiči - např. bígl, jezevčík, basenji, rhodéský ridgeback, barzoj aj.

3) pracovní psi - např. dobrman, leonberger, velký knírač, americká akita, aljašský malamut aj. 

4) teriéři - např. airedale teriér, americký stafordširský teriér, cairn teriér, hladkosrstý foxteriér aj. 

5) společenská plemena - např. čivava, mops, jorkšírský teriér, čínský chocholatý pes, italský chrtík aj.

6) nelovecká plemena - např. dalmatin, pudl, shiba-inu, bostonský teriér, bišonek 

7) ovčácká a pastevecká plemena - např. německý ovčák, malinois, border kolie, entlebušský salašnický pes, Welsh Corgi Pembroke

Dále je 15 plemen zařazeno do prozatímní třídy, než budou plně uznána, a 60 vzácných plemen je zapsáno do pomocného registru "Foundation Stock Service".